# Fortidens Skygge (film fra 1909)
 For alternative betydninger, se Fortidens Skygge. (Se også artikler, som begynder med Fortidens Skygge)
Fortidens Skygge er en dansk stum melodramafilm fra 1909 produceret af Nordisk Films Kompagni og instrueret af Viggo Larsen.

## Handling
Lægefruen fru Tuxen lever lykkeligt med sin mand, men modtager en dag et brev fra sin tidligere kæreste, der insisterer på at mødes igen. Fra Tuxen brænder brevet, men den tidligere kæreste er en skidt karakter, og lokker med et telegram lægen af sted på et fingeret sygebesøg og møder op i fru Tuxens hjem, hvor han under trussel om at vise de gamle kærestebreve presser fru Tuxen til kys og omfavnelser. Fru Tuxen væmmes og tager gift, da hun hører sin mand ankomme i sit automobil. Slyngen gemmer sig, og da Hr. Tuxen kommer ind i stuen og ser mandehandskerne på bordet tror han først, at fru Tuxen har lokket han væk for at få mandebesøg, men da han ser giftflasken, kommer lægen op i ham, men for sent. Fru Tuxen udånder med et sidste "Jeg er uskyldig ..".

## Medvirkende
- Gudrun Kjerulf
- Maggi Zinn